# Jolanta Szutkiewicz
Jolanta Szutkiewicz, född 21 april 1940, är en polsk författare, poet och översättare som kom som flykting till Sverige 1983 till följd av maken Adolfs position inom den förbjudna fackföreningsrörelsen Solidaritet. I Polen var hon medlem av Stettins författarförbund för lärare sedan 1979. Hon debuterade som poet, prosaist och publicist på Nationellt författarseminarium för lärare i Nowa Huta i juli 1981. I Sverige fortsatte Szutkiewicz sin litterära bana som poet, prosaförfattare, publicist och för första gången som översättare av skönlitteratur och andra texter från svenska till polska. Bland annat har hon översatt Pär Lagerkvists roman Barabbas samt Stewe Claeson.